# オタワ・マクドナルド・カルティエ国際空港
オタワ・マクドナルド・カルティエ国際空港（オタワ・マクドナルド・カルティこくさいくうこう、英: Ottawa Macdonald-Cartier International Airport、仏: L'aéroport international Macdonald-Cartier d'Ottawa）は、カナダのオンタリオ州オタワにある国際空港。一般には略してオタワ国際空港と呼ばれる。オタワの中心部から南へ10kmに位置する。2019年の旅客数は510万人でカナダの空港では6番目だった。
連邦政府形成時代の貢献者であるカナダ初代首相、ジョン・A・マクドナルドと「連邦の父」と言われる政治家ジョルジュ・エティエンヌ・カルティエにちなんで名付けられた。

## 歴史
1920年代後期、オタワ南の郊外の、当時は比較的高地（Uplands）だった場所にオタワ飛行クラブ（Ottawa Flying Club）によって開業。第二次世界大戦中は「アップランズ空港」として知られた。
1950年代には軍民共用空港としてカナダ国内で最も離着陸の多い空港となり、1959年には現在の倍以上の離着陸回数でピークとなった。当時の定期航路はトランスカナダ航空（トロント、モントリオール、ヴァル・ドール）、トランス航空（チャーチル）、イースタン航空（ニューヨーク、シラキュース、モントリオール経由ワシントンD.C.）の3航空会社によるものであった。その後1960年にジェット機時代に合わせた新滑走路、新ターミナルビルを開業した。
2003年に新ターミナルビルを竣工し、また2008年にさらなる拡張を実施した。現在は1960年に開業したターミナルビルは解体され、跡地はボーディング・ブリッジなどの場所となっている。

## 就航路線
| 航空会社                                  | 就航地 |
| ----------------------------------------- | --- |
| エア・カナダ                              | カルガリー、 トロント・ピアソン、 バンクーバー 季節限定: エドモントン、 ハリファックス、 ウィニペグ |
| エア・カナダ・エクスプレス （ジャズ航空） | ハリファックス、 モントリオール・トルドー、 ニューアーク、 ケベックシティ、 ワシントン・ナショナル、 ウィニペグ 季節限定: トロント・ビリー・ビショップ                                                                     |
| エア・カナダ・ルージュ                    | 季節限定: カンクン、 フォートローダーデール、 オーランド、 プンタカナ、 タンパ |
| エールフランス                            | パリ・シャルル・ド・ゴール |
| エアノース                                | 季節限定: ホワイトホース、 イエローナイフ |
| エア・トランザット                        | 季節限定: カンクン、 カヨ・ココ、 プエルト・プラタ、 プンタカナ、 サンタ・クララ、 バラデーロ |
| カナディアンノース航空                    | イカルイト、クージュアク |
| フレア航空                                | カルガリー、 エドモントン、 ハリファックス 季節限定: カンクン、 フォートローダーデール、 ラスベガス (2023年10月13日開始), オーランド/サンフォード、 プンタカナ (2023年11月1日開始), バンクーバー、 ビクトリア、 ウィニペグ |
| PALエアラインズ                           | ディア・レイク、モンクトン、セントジョーンズ |
| ポーター航空                              | ボストン、シャーロットタウン、 エドモントン (2023年10月4日開始), フレデリクトン、 ハリファックス、モンクトン、ニューアーク、サンダーベイ、トロント・ビリー・ビショップ、 トロント・ピアソン、 バンクーバー                 |
| サンウィング航空                          | 季節限定: カンクン, カヨ・ココ、 カヨ・ラルゴ・デル・スール、 オルギン、 モンテゴベイ、 プエルト・プラタ、 プエルト・バヤルタ、 サンホセデルカボ、 サンタ・クララ、バラデーロ                                              |
| ユナイテッド・エキスプレス                | シカゴ・オヘア、 ニューアーク、 ワシントン・ダレス、ワシントン・レーガン |
| ウエストジェット                          | カルガリー、 トロント・ピアソン 季節限定: カンクン、 エドモントン、 フォートマイヤーズ、 モンテゴベイ、 オーランド、バンクーバー、 ウィニペグ                                                                              |

## 主な就航路線
- トロント (ピアソン)、バンクーバー、モントリオール、カルガリー、エドモントン、ウィニペグ、ハリファックス、ケベックシティ、トロント(シティ)、ビクトリア、ケロウナ
- シカゴ (オヘア)、ボストン、ワシントン (ダレス)、アトランタ、オーランド、タンパ、フォートローダーデール、オーランド(サンフォード)
- カンクン
- ロンドン(ヒースロー)
- パリ

## 交通機関
O-トレインのエアポート線が2025年1月6日に開通しターミナルに接続した空港駅(Airport)から乗り、ベイビュー駅(Bayview)でコンフェデレーション線に乗り換えて鉄道でオタワ中心部まで行くことが可能となった。